# Legends of the Dark Knight
Pour les articles homonymes, voir Knight.
Batman: Legends of the Dark Knight est un comic book de DC Comics lancé en 1989. La particularité de ce titre est que l'équipe créatrice change constamment, et que les histoires ne font pas partie de la continuité des autres "Bat-titres". Toutefois, bien que la plupart des histoires se situent dans les débuts de la carrière de Batman, ils sont souvent cités comme faisant partie de la continuité officielle. La série est composée de story-arcs s’étalant sur 2 ou 3 numéros. Les histoires n’ont aucune influence sur les autres titres Batman.
La plupart des histoires présentées dans Legends sont situées dans ce que l’on appelle Year One,  c’est-à-dire la première année d’activité de Bruce Wayne en tant que Batman. Le titre s’arrête au no 214 en janvier 2007 et est remplacé par une nouvelle série anthologie, Batman Confidential, qui se concentre sur des événements plus personnels de la vie de Batman (premières rencontres...), plutôt que sur ses enquêtes.
Nombre d'artistes célèbres ont travaillé  sur ce titre, comme Dennis O'Neil, Grant Morrison, Mike Mignola, Bill Willingham, Matt Wagner, et Doug Moench.
En 2012, DC Comics relance la série Legends of the Dark Knight sous forme d'une série hebdomadaire numérique. La série est similaire avec des histoires indépendantes et des équipes créatives tournantes. Le premier numéro "The Butler Did It", réalisé par Damon Lindelof et Jeff Lemire, sort en Juin 2012.

## Historique des publications

### Volume 1 (1989–2007)
La première série fut publiée de 1989 à 2007, sous le titre Legends of the Dark Knight pour les numéros no 1–36 et Batman: Legends of the Dark Knight pour les numéros no 37–214.
Les trois numéros spéciaux Halloween (Fears, Madness et Ghosts) et la mini-série, Jazz, furent aussi publiées sous la bannière des Legends of the Dark Knight.

### Volume 2 (2012-2015)
La seconde série fut publiée durant 88 semaines sous forme numérique. Elle fut par la suite reproposée au format papier dans des éditions reliées : Legends of the Dark Knight no 1-13 et Legends of the Dark Knight 100-Page Super Spectacular no 1-5.

## Continuité
Techniquement, la plupart des histoires de Legends of the Dark Knight sont acceptées dans la continuité de Batman, bien qu'il y ait quelques exceptions. Cela inclus les histoires se déroulant dans l'année 3000 où Batman est un cyborg, certaines histoires du Joker ou de Gueule d'Argile ne collent pas chronologiquement... Mais nombres de ces histoires partagent des éléments avec les séries régulières Batman et Detective Comics. Elles sont souvent citées dans la continuité moderne, notamment la découverte de l'identité de Batman par Leslie Thompkins, l'origine du venin de Bane, la caractérisation d'Hugo Strange, l'origine de la Batcave, et d'autres. Où la plupart des titres de comic book avancent chronologiquement, Legends raconte des histoires dans un ordre aléatoire, se concentrant sur les cinq premières années de la carrière de Batman.
DC a déclaré que les histoires de la série de 2012 ne font pas partie de la continuité de Batman.

## Specials
Dans les années 1990, le scénariste Jeph Loeb et l'artiste Tim Sale collaborent sur trois numéros spéciaux sur Halloween regroupés sous le titre Batman: Haunted Knight qui les mena à la création de la série Batman: The Long Halloween comme indiqué dans l'introduction du livre par Jeph Loeb. Les trois "specials" sont nommés Fears (1993), Madness (1994) et Ghosts (1995).
Un autre special sorti fut Batman Jazz (1995), écrit par Gerard Jones et dessiné par Mark Badger.

## Crossovers
Après le numéro no 20 de la première série, le nombre de numéros pour chaque arc narratif commence à varier et, à l'occasion, sont rattachés à des événements crossover avec d'autres séries de Batman.
- The Destroyer - no 27
- KnightQuest - no 59-61
- Knight's End - no 62-63
- No Man's Land - no 116-126
- Jeux de guerre (War Games) - no 182-184

## Récompenses
Les numéros 116 à 126, qui font partie du crossover No Man's Land, ont gagné le Comics Buyer's Guide Fan Award pour la Meilleure Histoire en 2000.

## Épisodes publiés en français
| Titre album                             | Titre original           | Publié dans                                  | N°              | Date de parution                  | Collection                                    | Editeur       |
| --------------------------------------- | ------------------------ | -------------------------------------------- | --------------- | --------------------------------- | --------------------------------------------- | ------------- |
| Gothique                                | Batman: Gothic           | Legends of the Dark Knight vol.1             | 6-10            | 04/1990 - 08/1990                 | Grant Morrison présente Batman Tome 0         | Urban Comics  |
| Proie                                   | Prey                     | Legends of the Dark Knight vol.1             | 11-15           | 09/1990-01/1991                   |                                               | Comics USA    |
| La Proie d'Hugo Strange                 | Prey et Terror           | Legends of the Dark Knight vol.1             | 11-15 + 137-141 | 09/1990-01/1991 + 01/2001-05/2001 | DC Nemesis                                    | Urban Comics  |
| La Malédiction qui s'abattit sur Gotham | Sanctum                  | Legends of the Dark Knight vol.1             | 54              | 11/1993                           | DC Deluxe                                     | Urban Comics  |
| Knightfall T.4 : La Quête               | Knightquest : The Search | Legends of the Dark Knight vol.1             | 59-61           | 04/1994-06/1994                   | DC Classiques                                 | Urban Comics  |
| Knightfall T.5 : La Fin                 | Knightend                | Legends of the Dark Knight vol.1             | 62-63           | 07/1994-08/1994                   | DC Classiques                                 | Urban Comics  |
| Robin : Le Choix                        | The Choice               | Legends of the Dark Knight vol.1             | 100             | 11/1997                           | Kiosque Spécial DC 16                         | SEMIC         |
| No Man's Land T.1                       | No Man's Land            | Legends of the Dark Knight vol.1             | 116-117         | 04/1999-05/1999                   | DC Classiques                                 | Urban Comics  |
| No Man's Land T.2                       | No Man's Land            | Legends of the Dark Knight vol.1             | 118-119         | 06/1999-07/1999                   | DC Classiques                                 | Urban Comics  |
| No Man's Land T.3                       | No Man's Land            | Legends of the Dark Knight vol.1             | 120             | 08/1999                           | DC Classiques                                 | Urban Comics  |
| No Man's Land T.4                       | No Man's Land            | Legends of the Dark Knight vol.1             | 121-122         | 09/1999-10/1999                   | DC Classiques                                 | Urban Comics  |
| No Man's Land T.5                       | No Man's Land            | Legends of the Dark Knight vol.1             | 123-125         | 11/1999-01/2000                   | DC Classiques                                 | Urban Comics  |
| No Man's Land T.6                       | No Man's Land            | Legends of the Dark Knight vol.1             | 126             | 02/2000                           | DC Classiques                                 | Urban Comics  |
| Prédateurs nocturnes                    | Lost Cargo               | Legends of the Dark Knight vol.1             | 177-178         | 05/2004-06/2004                   | Semic Books                                   | SEMIC         |
| Jeux de Guerre                          | War Games                | Legends of the Dark Knight vol.1             | 182-184         | 10/2004-12/2004                   | Kiosque Batman #6-10 + Batman Hors-Série #3-4 | Panini Comics |
| Halloween                               | Halloween                | Legends of the Dark Knight Halloween Special | 1-3             | 12/1993                           | Semic Books                                   | SEMIC         |
| Des Ombres dans la nuit                 | Halloween                | Legends of the Dark Knight Halloween Special | 1-3             | 12/1993                           | DC Essentiels                                 | Urban Comics  |